# 兴宁城墙
兴宁城墙位于中国广东省梅州市兴宁市兴田街道，明成化四年（1467年）夏建成，城高1.85丈、周长2086米、雉堞903个，环城掘濠，深0.7丈、宽2丈，古城墙建筑材料底部是窑制青砖，顶部为夯土。嘉靖四年（1525年），加建四个城门楼，并更名东门为平远门、西门为阜成门、南门为迎薰门、北门为拱辰门。中华人民共和国建国初期城门、城墙仍保存完整，1950年代中期毁损严重，城门尚完整。1958年后城濠逐步填埋，20世纪70年代后期城墙上开始有单位和居民兴建厂房和住宅。现南门（迎薰门）保留最为完整，北门仍保存内门，东门和西门在文革时期被拆除。2008年列入梅州市第二批市级文物保护单位，2010年修复，分为西北城墙、东北城墙、东南城墙及西城墙，总长1.264公里。2012年列入广东省文物保护单位。